# Composer
Composer – system zarządzania pakietami dla języka PHP, dostępny jako aplikacja wiersza poleceń, która dostarcza i standaryzuje format zarządzania zależnościami skryptami i bibliotekami. Jego twórcami są Nils Adermann i Jordi Boggiano, którzy nadal dbają o rozwój projektu. Prace nad Composerem rozpoczęto w kwietniu 2011, a pierwsza wersja została wydana 1 marca 2012. Działanie Composera wzoruje się na programie „npm” używanym w Node.js oraz „bundler” używanym w języku Ruby.
Poniższy przykład demonstruje, w jaki sposób zainstalować „Semantic MediaWiki” w wersji 1.9.0.1 lub nowszej:
```
$
 
php
 
composer.phar
 
require
 
mediawiki/semantic-media-wiki
 
"1.9.*,>=1.9.0.1"

```